# Shin Tanada
Shin Tanada (Hiroshima, 25 juli 1969) is een voormalig Japans voetballer.

## Carrière
Shin Tanada speelde tussen 1992 en 1999 voor Kashiwa Reysol en Consadole Sapporo.